# Seis días de Minneapolis
Los Seis días de Minneapolis fue una carrera de ciclismo en pista, de la modalidad de seis días, que se corrió en Minneapolis (Estados Unidos). Su primera edición data de 1931 y duró hasta 1936, disputándose siete ediciones.

## Palmarés
| Año      | Ganadores                                     | Segundos                              | Terceros                                    |
| -------- | --------------------------------------------- | ------------------------------------- | ------------------------------------------- |
| 1931     | Jules Audy William Peden                      | Brask Anderson Bernhard Stübecke      | Pierre Gachon Henri Lepage                  |
| 1932     | Jules Audy William Peden                      | Dave Lands Bobby Thomas               | Alfred Crossley Reginald McNamara           |
| 1933     | Henri Lepage William Peden                    | Jules Audy Piet van Kempen            | Harry Horan Freddy Zäch                     |
| 1934     | Reginald Fielding Piet van Kempen Heinz Vopel | Henri Lepage William Peden Jules Audy | Jimmy Walthour Alfred Crossley Ernst Bühler |
| 1935     | Frank Bartell Fred Ottevaire                  | Jules Audy Alfred Crossley            | Werner Miethe Heinz Vopel                   |
| 1936 (1) | Reginald Fielding Henri Lepage                | Frank Bartell Fred Ottevaire          | Mike Defilippo Frank Keating                |
| 1936 (2) | Fred Ottevaire Freddy Zäch                    | George Dempsey William Peden          | Mike Defilippo Jerry Rodman                 |